# Деркач, Александр Ильич
Александр Ильич Дерка́ч (1895—1969) — главный конструктор первого советского лампового супергетеродина «Дозор».

## Биография
После окончания гимназии поступает в ЛПИ имени М. И. Калинина, который успешно заканчивает, получив диплом инженера-электрика в 1925 году. Еще до окончания института, в 1924 году поступает на должность лаборанта в Особое техническое бюро (Остехбюро НКОП СССР), Ленинград. И там вскоре становится начальником лаборатории, где под его руководством и при его непосредственном участии в конце 20х годов был разработан десяти ламповый супергетеродин с кварцевым фильтром «Дозор». Вскоре этот радиоприемник стал серийно выпускаться на радиозаводе имени Н. Г. Козицкого (Ленинград). Следует отметить, что после модернизации этого приемника и превращения, его в 12 ламповый радиоприемник «Дозор-М», этот аппарат выпускался на заводе имени Н. Г. Козицкого до 1941 года. Наряду с разработкой радиоприемных устройств, для целой серии средств специального минирования (дистанционно управляемых телефугасов) Ф-9, Ф-10, Ф-40 и ФТД, в лаборатории Деркача А. И. проводились работы по использованию кварцев для стабилизации принимаемой частоты и избирательности приемных устройств. После перевода большей части лабораторий вместе с руководителем Остехбюро Бекаури В. И. в Москву Деркач А. И. и на новом месте продолжает в должности начальника лаборатории работы по радиоприемной тематике. После создания в 1937 году на базе Остехбюро НИИ-20 Деркач А. И. участвует в разработке радиолинии «Алмаз», которая была принята на вооружение РККА в 1941 году и выпущена НИИ-20 крупной серией. Этой аппаратурой были снабжены фронты Красной Армии. Аппаратура обеспечивала бесперебойную связь штабов фронтов со ставкой Верховного Главнокомандующего на несколько тысяч километров в любых условиях. Во время войны при его непосредственном участии была разработана и освоена в серийном производстве радиостанция «Прима» для авиадесантных частей. После войны Деркач А. И. продолжил работу в НИИ-20 вплоть до смерти в 1969 года, когда НИИ-20 стал называться Яузским радиотехническим институтом. В настоящее время это ОАО «Всероссийский НИИ радиотехники», который входит в Концерн ПВО «Алмаз-Антей».

## Награды и премии
- Сталинская премия первой степени (1943) — за создание новых образцов радиоаппаратуры (радиолиния «Алмаз»)
- орден Красной Звезды (1936)